# Mark Catesby
Mark Catesby (født 24. marts 1683, død 23. december 1749) var en engelsk naturforsker.
Catesby foretog lange rejser i Amerika og skrev herom Natural history of Carolina, Florida and Bahama islands (3. oplag 1771) og Hortus britano-americanus (2. oplag 1767).